# Колесников, Руслан Олегович
Руслан Олегович Колесников (род. 24 февраля 2000, Азов, Ростовская область) — российский боксёр-любитель и профессионал, выступающий в полутяжёлой весовой категории. Мастер спорта России международного класса, член сборной России в 2020-х годах, трёхкратный бронзовый призёр чемпионата России (2020, 2021, 2022), серебряный призёр Юношеских Олимпийских игр (2018), чемпион мира среди молодежи (2018), трёхкратный чемпион Европы среди молодежи (2021) и юниоров (2017, 2018), многократный победитель и призёр международных и национальных первенств в любителях.

## Любительская карьера

### 2017—2018 годы
В октябре 2017 года в Анталье (Турция) стал чемпионом Европы среди юниоров (до 18 лет), где он в финале по очкам (5:0) победил украинца Евгения Павловского.
В апреле 2018 года в городе Розето-дельи-Абруцци (Италия) стал чемпионом Европы среди юниоров (до 18 лет), где он в финале по очкам (5:0) победил англичанина Кэрола Итаума.
Затем в августе 2018 года в Будапеште (Венгрия) он стал чемпионом мира среди молодежи (до 18 лет), где в финале по очкам (4:1) победил казаха Сагындыка Тогамбая.
И в октябре 2018 года стал серебряным призёром в весе до 81 кг III-х летних Юношеских Олимпийских игр в Буэнос-Айресе (Аргентина). Тогда в полуфинале он единогласным решением судей (5:0) победил узбека Тимура Мержанова, но в финале по очкам (1:4) проиграл англичанину Кэролу Итауму.

### 2020—2021 годы
В начале декабря 2020 года в Оренбурге стал бронзовым призёром чемпионата России в категории до 81 кг, в полуфинале единогласным решением судей (0:5) проиграв опытному Имаму Хатаеву.
В июне 2021 года в Розето-дельи-Абруцци (Италия) стал чемпионом Европы среди молодёжи (19-22 лет) в категории до 81 кг, где он в полуфинале по очкам (5:0) победил опытного белоруса Алексея Алфёрова, и в финале по очкам (5:0) победил армянина Амбарцума Акопяна.
В начале сентября 2021 года в Кемерово вновь стал бронзовым призёром чемпионата России в категории до 80 кг. Где он в 1/8 финала соревнований по очкам (5:0) победил Максима Рейтера, затем в четвертьфинале по очкам (5:0) победил Карена Аветисяна, но в полуфинале решением большинства судей (1:4) проиграл Савелию Садоме.

### 2022—2023 годы
В начале октября 2022 года в Чите вновь стал бронзовым призёром чемпионата России в категории до 80 кг. Где он в 1/16 финала соревнований по очкам единогласным решением судей победил Сергея Мурашева, затем в 1/8 финала по очкам единогласным решением судей (5:0) победил Никиту Лебедева, в четвертьфинале по очкам единогласным решением судей (5:0) победил опытного Магомеда Ашалаева, но в полуфинале в очень конкурентном бою по очкам опять проиграл опытному Савелию Садоме.
В конце августа 2023 года в Хабаровскк стал четвертьфиналистом чемпионата России в категории до 80 кг, где он в четвертьфинале по очкам единогласным решением судей (0:5) проиграл Андрею Ефременко.

## Профессиональная карьера
4 июня 2021 года состоялся его дебют на профессиональном ринге в Санкт-Петербурге, в полутяжёлом весе, где он досрочно нокаутом в 1-м же раунде победил опытного белоруса Руслана Родзивича (15-32).

## Статистика профессиональных боёв
В таблице перечислены результаты всех поединков боксёров.
В каждой строке указан результат поединка. Дополнительно номер поединка обозначен цветом, который обозначает итог поединка. Расшифровка обозначений и цветов представлена в нижеследующей таблице.
| Пример | Расшифровка                     |
| ------ | ------------------------------- |
|        | Победа                          |
|        | Ничья                           |
|        | Поражение                       |
|        | Планируемый поединок            |
|        | Поединок признан несостоявшимся |
| КО     | Нокаут                          |
| ТКО    | Технический нокаут              |
| PTS    | Решение судей (по очкам)        |
| UD     | Единогласное решение судей      |
| MD     | Решение большинства судей       |
| SD     | Раздельное решение судей        |
| RTD    | Отказ от продолжения боя        |
| DQ     | Дисквалификация                 |
| NC     | Поединок признан несостоявшимся |

| 1 поединок, 1 победа (1 нокаутом). | 1 поединок, 1 победа (1 нокаутом). | 1 поединок, 1 победа (1 нокаутом). | 1 поединок, 1 победа (1 нокаутом). | 1 поединок, 1 победа (1 нокаутом).     | 1 поединок, 1 победа (1 нокаутом). | 1 поединок, 1 победа (1 нокаутом). |
| Бой                                | Рекорд                             | Дата боя                           | Соперник                           | Место проведения боя                   | Раундов, время                     | Дополнительно                      |
| ---------------------------------- | ---------------------------------- | ---------------------------------- | ---------------------------------- | -------------------------------------- | ---------------------------------- | ---------------------------------- |
| 1                                  | 1-0                                | 4 июня 2021                        | Руслан Родзивич (15-32)            | «Сибур Арена», Санкт-Петербург, Россия | KO 1 (4), 1:24                     | Дебют в профессиональном боксе.    |

## Спортивные результаты

### В любителях
- Чемпион Европы среди молодежи и юниоров 2017 года;
- Чемпион Европы среди молодежи 2018 года;
- Чемпион Европы среди молодежи (19-22 лет) 2021 года;
- Чемпион мира среди молодежи 2018 года[англ.];
- Серебряный призёр Юношеских Олимпийских игр 2018 года;
- Бронзовый призёр чемпионата России: 2020, 2021, 2022 годов.